# Agnete Hegelund
Agnete Hegelund Hansen (Odense, 10 de marzo de 1988) es una modelo danesa. Ha modelado en pasarelas para Burberry Prorsum, Christian Lacroix, Diane von Fürstenberg, Dolce & Gabbana, Givenchy, Marni, entre muchos otros.

## Carrera
Hegelund fue descubierta mientras estaba de compras en Copenague en noviembre de 2005 y obtuvo un contrato con Ford Models el mismo mes. Dos semanas después ya aparecía en la portada de la revista Elle en su edición para Alemania.
En 2008 Hegelund fue fotografiada por Steven Meisel, una de esas sesiones fue usada como portada de la revista Vogue edición Italia en febrero de 2008. También se usaron imágenes de la modelo para campañas publicitarias de Calvin Klein Ck Jeans, Pringle of Scotland, Anna Sui y Alberta Ferretti.
Hegelund apareció en la editorial de marzo de 2011 de la edición británica de Harper's Bazaar, fotografiada por Jonas Bresnan.